# Municipio de Nickerson (Minnesota)
El municipio de Nickerson (en inglés: Nickerson Township) es un municipio ubicado en el condado de Pine en el estado estadounidense de Minnesota. En el año 2010 tenía una población de 167 habitantes y una densidad poblacional de 0,87 personas por km².

## Geografía
El municipio de Nickerson se encuentra ubicado en las coordenadas 46°22′00″N 92°24′00″O / 46.36667, -92.40000. Según la Oficina del Censo de los Estados Unidos, el municipio tiene una superficie total de 192.72 km², de la cual 191,17 km² corresponden a tierra firme y (0,8 %) 1,55 km² es agua.

## Demografía
Según el censo de 2010, había 167 personas residiendo en el municipio de Nickerson. La densidad de población era de 0,87 hab./km². De los 167 habitantes, el municipio de Nickerson estaba compuesto por el 96,41 % blancos, el 0,6 % eran afroamericanos y el 2,99 % eran de una mezcla de razas. Del total de la población el 0 % eran hispanos o latinos de cualquier raza.